# Dusičnan samaritý
Dusičnan samaritý je anorganická sloučenina s chemickým vzorcem Sm(NO3)3.

## Příprava
Dusičnan samaritý lze připravit reakcí hydroxidu samaritého s kyselinou dusičnou: 
{\displaystyle {\ce {Sm(OH)3 + HNO3 -> Sm(NO3)3 + 3H2O}}}

## Vlastnosti
Dusičnan samaritý je bílá krystalická látka rozpustná ve vodě a ethanolu. Tvoří hexahydrát, což je světle žlutá krystalická látka trojklonné krystalické soustavě. Hydrát se rozkládá na bezvodý dusičnan samaritý při 50 °C. Při zahřátí na 420 °C vzniká dusičnan-oxid a při 680 °C se rozkládá na oxid samaritý.

## Využití
Dusičnan samaritý se využívá jako katalyzátor, který je používán k tvorbě dusičnanových prekurzorů, které jsou používány jako nanokatalyzátory v palivových článcích s tuhými oxidy. Nanokatalyzátory jsou připraveny smícháním hexahydrátu dusičnanu samaritého, dusičnanu strontnatého a hexahydrátu dusičnanu kobaltnatého.